# Weinstein
Weinstein är ett efternamn som betyder "vinsten" på tyska och jiddisch. Namnet är vanligast i USA, Israel och Kanada.

## Lista över personer med detta efternamn
- Bret Weinstein, amerikansk professor i biologi
- Claire Weinstein, amerikansk simmare
- Eric Weinstein, amerikansk matematiker och ekonom
- Garik Kimovich Weinstein, födelsenamnet på Garry Kasparov, före detta världsmästare i schack
- Harvey Weinstein, amerikansk filmproducent och dömd sexförbrytare

## Referensnotering
1. ↑  “Weinstein - Kristalle des Weins (Tartar: Crystals of Wine)” Arkiverad 11 november 2022 hämtat från the Wayback Machine., Hermeswein website.
2. ↑  ”Weinstein Surname Origin, Meaning & Last Name History”. forebears.io. https://forebears.io/surnames/weinstein. Läst 11 november 2022.